# ツイカ
ツイカ（Țuică、ルーマニア語発音: [ˈt͡sujkə]; tuica、tzuika、tsuika、tsuica または tzuica などとも綴る）は、プラムから作られるルーマニアの伝統的な蒸留酒で、アルコール度数は約24-65％（通常は40-55％）の強い酒である。
ルーマニアでは、プラム以外の果物や穀物から作った蒸留酒はラキウ（rachiu）またはラキエ（rachie）と呼び、ツイカと呼ぶのはプラムだけから作ったものに限られる。ツイカは、様々な果物の蒸留酒からコーヒーで風味付けした伝統的なルーマニアのコニャックを作る際の主原料にもなる。

## 製造

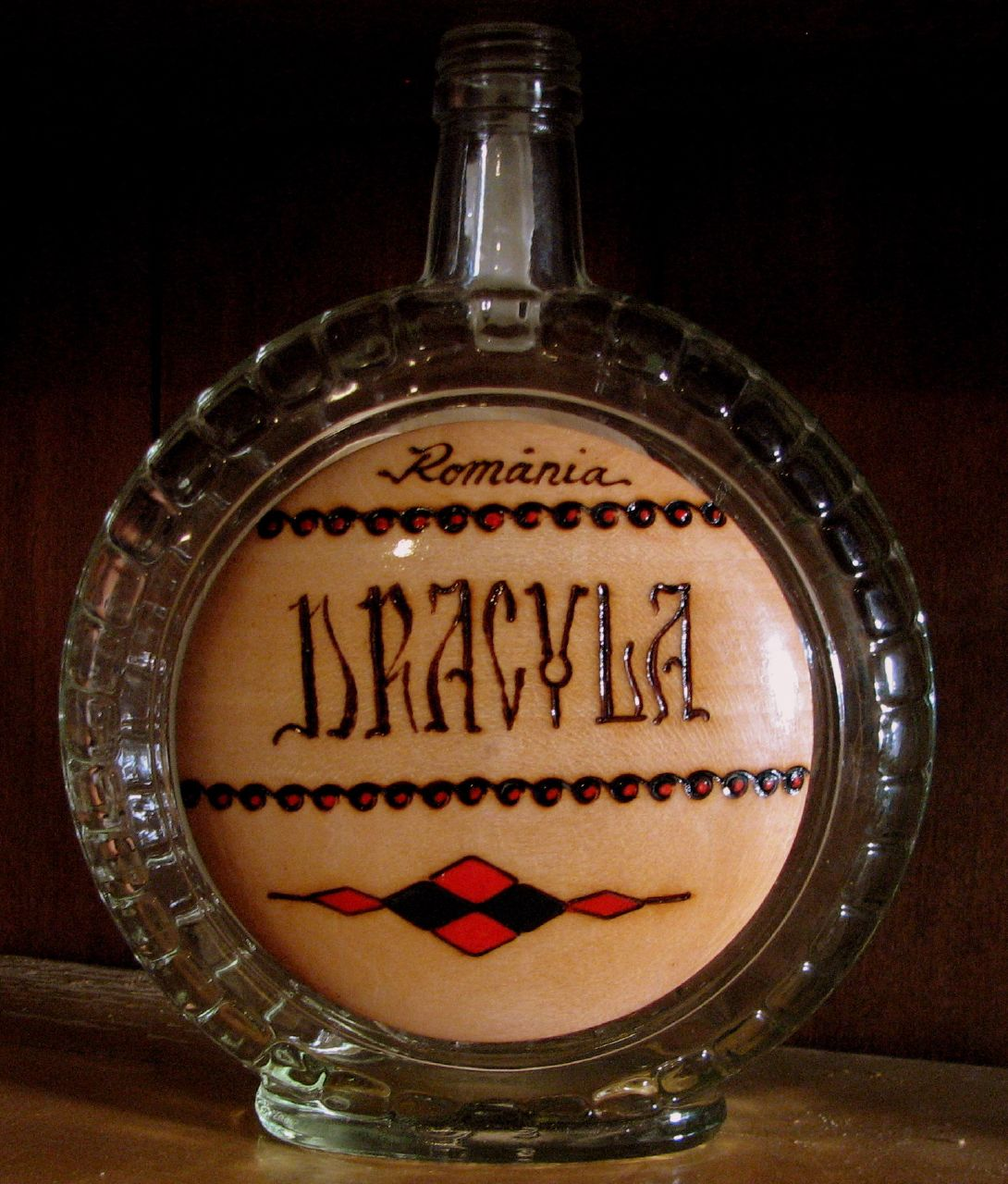
瓶詰めツイカ

ツイカづくりは17世紀に始まり、ルーマニア革命 (1989年)後は日本を含む西側諸国へも輸出され、国外でも知られるようになった。
伝統的に、ツイカは10月上旬から12月上旬にかけて、ワイン造りを終えた後に作り始められる。仕事を翌年に持ち越さないよう、通常はクリスマス前までには終わらせる。プラムは、大きな樽（butoaie、căldări または putini という）に入れられ、6-8週間置いて発酵（macerare）させる。
ルーマニア規格（SR）でも、伝統に従ってカザン（cazan）と呼ばれる銅製の蒸留器を使い、熱源に通常は木材さもなくば木炭を用いて蒸留するものとされている。
蒸留の際の温度は、伝統的に蒸留器から出る音を聞いて判断され、蒸留過程で出てくる蒸留物をテイスティングすることで制御される。蒸留されたツイカには、以下の2グレードがある。
- ノーマル：単回蒸留の後留分を得たもので、アルコール度数は 24-40％。
- ベリーストロング：2回蒸留の初留分を得たもので、生産量の約1/4を占める。アルコール度数は約50-65％で、パーリンカよりも強い。地域によりパーリンカ・デ・プルーン（pălincă de prune）、ファツァータ（făţată）、ウントアルサ（întoarsă）またはホーリンカ（horincă）などと呼ばれる。食前に出されるツイカは大抵こちらで、田舎では来客に振る舞われる。

輸出などを意識してより上品な香りにするため、3～4回蒸留させ、ステンレス製の器材を使う企業もある。
蒸留されたツイカは、桑製の熟成樽に詰めて6ヶ月から10年熟成させてツイカ・バトレナ（ţuică bătrână; 古いツイカ）とするか、すぐに飲むツイカ・プロアスパータ（țuică proaspătă; 新しいツイカ）とされる。樽で熟成させることにより真珠光沢をもった黄色く強い芳香を持った酒に仕上がる。ツイカを作る職人は、地域によってツイカリ（țuicari）、カザナリ（căzănari）またはカザンジ（cazangii）などと様々に呼ばれる。ツイカには精油分が含まれないので、水と混ぜても白くなったり不透明になったりすることはない。

## タイプ
ツイカは伝統的な方法で作られ、自家消費用に作ることも認められている。過去には自家消費用に家庭で作るのは違法とされていたが、政府はツイカがルーマニアの伝統に根ざしたものであることを踏まえ、自家消費用に作ることを容認するようになった。一部のコミュニティでは、製造許可を得て合法的に生産しているところもある。農村部では蒸留器を持つ家庭に使用料を払ってツイカを造る。
一般名詞としての「ツイカ」は、ホーリンカ（horincă）やコーカルツ（cocârț）、トーラ（tura）などのプラムブランデーを総称するものである。ツイカの銘柄を表すには「オールド」「セレクテッド」「スーペリア」などの語が用いられる。
商業的に有名なものとしてツイカ・ク・フルーク（țuică cu fruct）がある。これはプラムの実が丸ごとガラス瓶の中に入ったもので、春や初夏にかけて空き瓶を木に吊るし、瓶の中で実をつけさせることで作られる。

## 消費
通常、ツイカは食前酒として供される。ほとんどの場合でショットサイズ1杯だけ出され、一口で飲み干される。ツイカは、結婚式、キリスト教の洗礼式、収穫祭、宗教上の祝日といったあらゆる伝統的な祝い事の他、家族が集まったとき、さらには目覚めの際などにも供される。ルーマニアの田舎では、乾杯の際の飲み物としてワインではなくツイカが出されるところも多い。これも食欲増進のため食事の前に飲まれる。
農村部の生活風景には、ツイカの瓶はほぼ必ず描かれる。プラムの木はルーマニアの果樹園で最も広く栽培されており、農家で自家消費用に作られるツイカは1家族あたり年間10-200リットルほどとされる。ツイカはちょっとした作業や友人同士の手伝いなど雇用契約に基づかない労働への対価として使われることもある。身体を温めるとされ、朝一杯引っかけてから仕事に出たり、風邪をひいた時に紅茶に入れて飲んだりする人もいる。
ルーマニアは、欧州連合（EU）で最大、世界でもトップクラスのプラム生産国であり、ルーマニア農業省によれば作付面積は約65,000ヘクタールで、その生産量の80％がツイカ生産に回されている。